# Vyšší odborná škola uměleckoprůmyslová a Střední uměleckoprůmyslová škola
Vyšší odborná škola uměleckoprůmyslová a Střední uměleckoprůmyslová škola sídlí na Žižkově v Praze 3, Žižkovo náměstí 1300/1.

## Historie

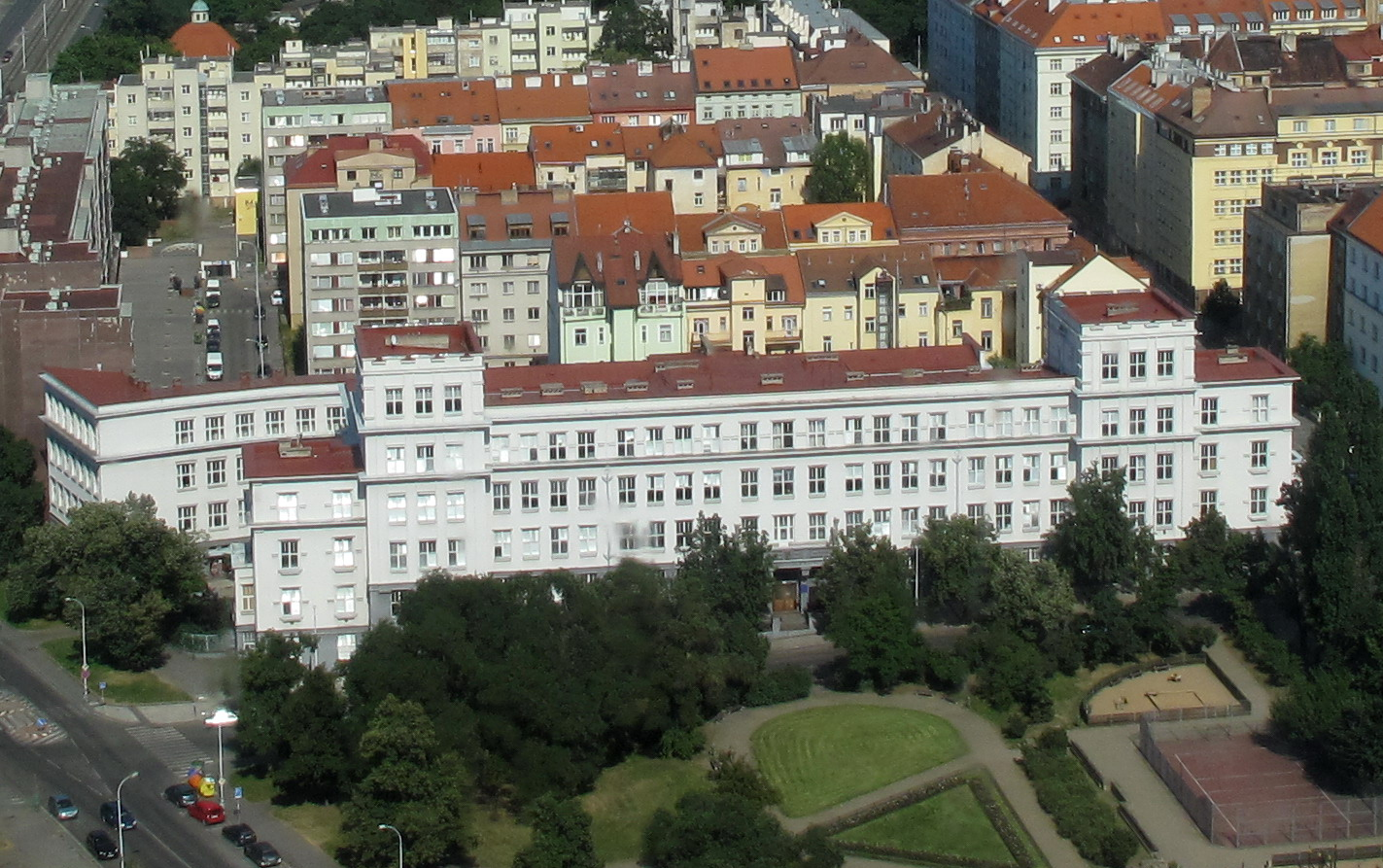
Pohled na školu z Žižkovské věže

Původní Státní odborná škola pro zpracování dřeva byla založena 7. října 1921 jako vzdělávací centrum v oblasti nábytkářské a interiérové tvorby, nejprve v Jeseninově ulici a s dílnami v ulici Jičínské. Charakter školy určovali od počátku vynikající pedagogové i vliv výmarského Bauhausu.

### Změny názvů
Škola během let několikrát změnila název:
1921 Státní odborná škola pro zpracování dřeva (tříleté studium)
1928 Státní ústřední škola bytového průmyslu
1950 Vyšší škola bytového průmyslu
1953 Vyšší škola nábytkářská, Průmyslová škola dřevodělná
1954 Průmyslová škola bytové tvorby (čtyřleté studium s maturitou)
1961 Střední průmyslová škola bytové tvorby
1962 Střední uměleckoprůmyslová škola
1996 Vyšší odborná škola uměleckoprůmyslová a Střední uměleckoprůmyslová škola

### Budova školy

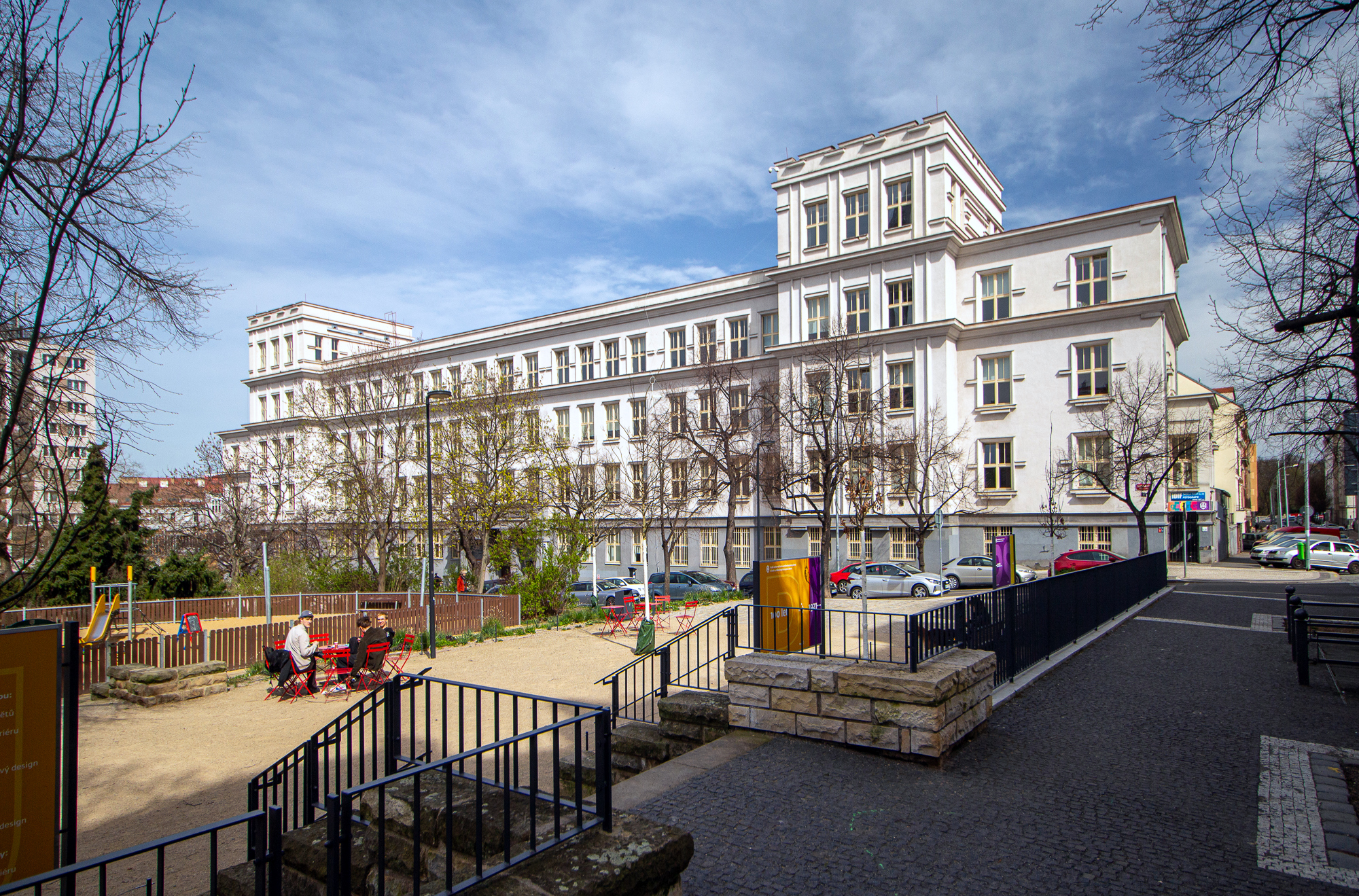

Novou budovu školy na dnešním Žižkově (dříve Kollárově) náměstí navrhl arch. František Vahala a byla dokončena roku 1927. Jedná se o pozoruhodnou stavbou s památkově chráněnými interiéry ředitelny (arch. F. Novák, intarzie akad. mal. F. Trella), knihovny (arch. F. Novák, plastiky F. Kment) a sborovny (arch. E. Oslejšek). Všechna patra budovy prostupuje barevné okno Františka Kysely, které zdobilo československý pavilon na Světové výstavě dekorativních umění v Paříži v roce 1925. V roce 1930 byly postaveny dílenské budovy a roku 1939 severní trakt.

### Zaměření školy a zastoupené obory
1921 tříletá odborná škola pro truhláře
1922 mistrovské obory truhlář, lakýrník, malíř písma
1927 mistrovská škola malíř pokojů, nové obory řezbářství, interiérová tvorba
1939 obor čalouník-dekoratér
1954 až 1969 střední umělecká škola, čtyřleté studium s maturitou, sedm oborů
1996 až 2007 rozšíření o tříleté vyšší odborné vzdělání, čtyři obory

### Účast na výstavách (výběr)
- 1925 Světová výstava dekorativních umění v Paříži. Škola obdržela Grand Prix za interiér ředitelny, řadu zlatých a stříbrných medailí, diplomů a dalších ocenění. Ředitel arch. Buben obdržel čestný titul „Officier de´l Instruction“
- 1928 Výstava soudobé kultury v Brně (interiér knihovny)
- 1931/32 Stockholm (československé odborné a umělecké školy)
- 1934 Londýn (výstava uměleckoprůmyslových škol)
- 1935 Amsterdam (řezbářství)
- 1941 Krásná jizba, Praha (20. výročí založení školy)
- 1947 Svaz československého díla, Praha
- 1958 Expo 58, Brusel, zařízení pro sídlo UNESCO, Paříž
- 1969 Werk-Kunstschule Mannheim (výměnná výstava)
- 1970 Gent, Belgie, Afghánistán
- 1976 ÚLUV, Praha (společná, partnerské školy Riga, Tarnów, Heiligendamm)
- 1977 Lucemburk (Praha historická), Opava (scénografie)
- 1979 Pražské Quadriennale, Rostock, Alžír
- 1981 Praha (výstava k 60. výročí založení, účast partnerských škol)
- 1982 Čs kulturní středisko, Havana
- 1984 Brněnský veletrh, Semily, Atrium, Institut průmyslového designu, Praha
- 1985 Mezinárodní výstava, Riga
- 1987 Pedagogické muzeum J. A. Komenského
- 1990 retrospektivní výstava „František Tröster“ (makety jevištních staveb), Praha
- 1992 Praha (70. výročí založení školy), Helsingborg (hračky), Design centrum Brno
- 1994 oceněné hračky: Londýn, Bonn, Varšava
- 1996 Palác kultury, Praha (75. výročí založení školy)
- 1998/2002 For Habitat, Praha
- 2001 Praha (80. výročí založení školy), Stockholm, Örebro
- 2003 Evropský parlament, Strasbourg (projekt Europa 2003)
- 2004 Saint Dizier
- 2006 Praha (85. výročí založení školy)
- 2011 Praha (90. výročí založení školy)

### Projekty a realizace (výběr)
- 1958 síň nevládních organizací, palác UNESCO, Paříž
- Od r. 1978 – postupné restaurování mobiliáře – Uměleckoprůmyslové museum v Praze
- Od r. 1990 – (založení) Asociace mladých ochránců historických památek AMOHIP, letní pracovní tábory: Mělník, Hořice, Valdštejn, Helfštýn, Znojmo, Rabí…, Cognac (Francie)
- Od r. 1992 – malby pro nemocnice (Motol), pražskou ZOO, školy, rekonstrukce a restaurování maleb a soch církevních památek (Praha, Břeclav, Olomouc, Bílina, Lomnice nad Lužnicí, Líbeznice), Národního muzea, historických domů
- Od r. 1992 – grafika a loga pro charitativní projekty (Konto Míša, Národní centrum boje s AIDS)
- Od r. 1994 – hračky a objekty pro dětská hřiště a školy

### Ocenění (výběr)
- Pražské Quadriennale (1979, 1995)
- Design centrum: Design roku (1992, 1995), Křišťálový jehlan (1996)
- Nadace pro život: První cena (1996)
- Veletrh FOR HABITAT: Grand prix (1997, 1998, 1999, 2001, 2002)
- Hospodářská komora České republiky: ocenění „Za vynikající úroveň praktické přípravy“ od r. 1999 každoročně
- Další ocenění: Brněnský veletrh, Schola pragensis, Liber, Mladý obal, Mobitex

### Partnerské školy
- 1962–1990 Drážďany, Lipsko, Mannheim, Tarnów, Riga, Heiligendamm, Lissone
- 1990 – Helsingborg, Ludwigshafen, Strasbourg, Weiden, Stockholm, Örebro, Berlín, Savonlinna, Hamburg

### Pedagogové
F. Tröster, A. Vitík, Z. Vodička, F. Buben, D. Pešan, V. Markup, F. Kment, O. Sukup, L. Havlas, A. Čelechovský, M. Poupětová.

### Absolventi (výběr)
Juraj Bartusz, Daniel Dvořák, V. Fixl, Jan Hendrych, Jaroslav Hutka, P. R. Manoušek, Adéla Matasová, V. Nývlt, Karel Pauzer, Stanislav Podhrázský, Petr Sís, Joska Skalník, Josef Svoboda, Bořek Šípek, Jitka Štenclová, Veronika Richterová, Adam Novák.

## Současnost

### Vzdělávací program SUPŠ (čtyřleté s maturitou)
Design nábytku a interiéru
Propagační grafika
Scénografie
Tvorba pro děti
Řezbářství a produktový design
Užitá malba
Výstavní a prostorový design
Tvorba nábytku a interiéru

### Vzdělávací programy VOŠUP (tříleté)
Design herních předmětů
Interiérová tvorba
Malba a přidružené techniky
Řezbářství a restaurování dřeva